# Ferdinand Jožef Schmidt
Ferdinand Jožef Schmidt (tudi Šmit, nemško Ferdinand Joseph Schmidt), avstrijski trgovec in prirodoslovec, * 20. februar 1791, Šopron, Sveto rimsko cesarstvo (zdaj Madžarska), † 16. februar 1878, Ljubljana, Kranjska, Avstro-Ogrska (zdaj Slovenija).
Znan je zlasti kot zelo aktiven prirodoslovec, ki je opravil nekaj pionirskih raziskav favne nevretenčarjev ozemlja današnje Slovenije, širše pa kot pobudnik naravoslovne dejavnosti na Kranjskem in začetnik biospeleologije.

## Življenjepis
Rodil se je v družini trgovca in po končanem šolanju deloval tudi sam kot trgovec po različnih krajih v današnji Avstriji, leta 1815 pa je službeno obiskal Ljubljano in se odločil za selitev na Kranjsko. V Poljanah je leta 1819 odprl špecerijo in se poročil s Slovenko Frančiško Urbas. S trgovino je požel uspeh, predvsem po Ljubljanskem kongresu, in jo je preselil najprej na Kapucinski trg (zdaj Kongresni trg), od tam v Šiško ter nazadnje na Gosposvetsko cesto, kjer je živel do smrti.
Bil je velik ljubitelj narave in se je zbiranja žuželk lotil, ker ob svoji hiši na Kapucinskem trgu ni mogel imeti vrta. Z zagnanostjo in vztrajnostjo je postal največji takratni poznavalec favne žuželk, predvsem hroščev Kranjske. V zbiranju materiala je prepotoval vso deželo, vključno z najvišjimi vrhovi Julijskih Alp, posebno zanimanje pa so mu vzbudile tamkajšnje kraške jame; tako je prepoznan kot eden prvih kranjskih gornikov in jamarjev.
Najbolj je Schmidt znan kot naravoslovec, ki je opisal prvo znano jamsko žival: hrošča drobnovratnika, na račun česar velja za začetnika biospeleologije. Hrošča je v Postojnski jami odkril svetilničar Luka Čeč, ki je prepoznal posebnost in ga odnesel grofu Hochenwartu, tedanjemu kustosu Kranjskega deželnega muzeja. Ta ga ni znal določiti, zato ga je predal Schmidtu, ki ga je v časopisu Illyrisches Blatt opisal kot novo vrsto in mu dal strokovno ime Leptodirus hochenwartii v Hochenwartovo čast, obenem pa tudi slovensko ime. Prepoznal je posebnosti, povezane z življenjem v temi, kot so dolge tipalnice in okončine ter zakrnele oči. To ga je spodbudilo k intenzivnim raziskavam podzemeljske favne, v sklopu katerih je opisal številne nove vrste, nov primerek drobnovratnika pa je iskal vse do leta 1847, čeprav je zanj jamarjem ponudil bogato nagrado. Kot poznavalca Krasa so ga oblasti angažirale za pregledovanje terena za južno železnico, njegova poročila o jamah pa so pritegnila številne tuje prirodoslovce, ki so razširili njegove raziskave.
Po selitvi v Šiško je vendarle zasadil vrt in se aktivno ukvarjal tudi s pomologijo. Udeleževal se je razstav in pošiljal cepiče po deželi.

»Ni mi prijetno nemško ime;

srčno pa ljubim kranjsko srce.«

– France Prešeren
Bil je naklonjen Slovencem in se je naučil slovensko z ljubljanskim narečjem, zato so ga ljudje cenili. V revolucionarnem letu 1848 je denimo javno zagovarjal rabo slovenščine v stikih med uradniki in ljudstvom. Vzdrževal je stike z različnimi ljubljanskimi izobraženci, med drugim je prijateljeval s Francetom Prešernom, ki je Schmidtu v čast zložil epigram, posebej tesno prijateljstvo pa je spletel s sadjarjem in duhovnikom Francem Pircem, ki je kasneje odšel kot misijonar v Severno Ameriko. Krog naravoslovcev, ki so se zbrali okoli Schmidta, je že leta 1839 zasnoval Muzejsko društvo za Kranjsko, Kranjski deželni muzej pa je od njega pridobil dragoceno zbirko žuželk (zdaj jo hrani Prirodoslovni muzej). Za naravoslovje je navduševal tudi mladino. Med drugimi sta z njim kot šolarja nabirala živali Ivan Tušek in Fran Erjavec. Slednji je o njem v Slovenskem glasniku objavil hudomušno »Črtico iz življenja Schnackschnepperleina«, ob kateri pa je bil Schmidt hudo užaljen in je zanjo v pismu sprva obtožil Levstika, nato pa prekinil stike z Erjavcem.
Bil je tudi odbornik več kulturnih in prosvetnih društev ter drugih javnih ustanov in leta 1848 kandidiral za poslanca v državnem zboru monarhije. Leta 1867 je postal častni meščan Ljubljane, ob njegovi zlati poroki pa je od cesarja prejel odlikovanje, zlati križec s krono. Ob tej priložnosti sta Dragotin Dežman in Friedrich Keesbacher v njegovo čast spesnila in dala natisniti pesem »Ein Grottenfest«.